# Progresszív Munkáspárt
A Progresszív Munkáspárt (görögül: Ανορθωτικό Κόμμα Εργαζόμενου Λαού (ΑΚΕΛ), törökül: Emekçi Halkın İlerici Partisi, nemzetközileg használt rövidítése: AKEL) kommunista párt a Ciprusi Köztársaságban.

## Története
A párt előzményének tekinthető az 1926-ban alapított Ciprusi Kommunista Párt (KKK). A KKK a brit gyarmati uralom megszüntetéséért és a szigetnek a megvalósítandó „balkáni kommunista föderációhoz” való csatlakozásáért küzdött, ebből eredően nem támogatta az enóziszt (a sziget egyesítését Görögországgal). Mivel az enózisz igen népszerű volt a sziget görög lakossága körében, a KKK nem tudott igazán jelentős befolyásra szert tenni. Noha a párt idővel támogatni kezdte az enózisz ötletét, hogy növelje a népszerűségét, nem tudott tömegbázist kiépíteni.
1941-ben a kommunisták újraalapították ciprusi pártjukat immár Progresszív Munkáspárt (AKEL) néven, ügyelve arra, hogy az AKEL-t elkülönítsék a népszerűtlen előzménytől, a KKK-tól, és arra, hogy a párt legálisan működhessen. Az AKEL antifasiszta politikát folytatott és amikor a Harmadik Birodalom 1941-ben megtámadta a Szovjetuniót, akkor az AKEL arra buzdította szimpatizánsait, hogy csatlakozzanak a Brit Hadsereghez. 1943-tól az AKEL támogatta az enóziszt és ez jelentős népszerűséget hozott számára. Ám a párt népszerűségében ismét törés következett be, amikor 1948-ban elfogadta az enózisszal szemben álló brit ajánlatot, egy belső önállósággal rendelkező Ciprusi kormányzat felállítására. A népszerűségvesztés hatására a párt idővel visszatért az enózisz támogatóinak sorába.
1955-ben a ciprusi függetlenség támogatói fegyveres harcot kezdtek a brit gyarmatosítók ellen. A britek korlátozták a pártok, így az AKEL működését is, noha az AKEL nem támogatta a felkelést és terrorista cselekményeket. A kommunista párt így szembekerült a felkelőkkel is, akik árulónak tartották a pártot és 1958-ban kampányt indítottak az AKEL vezetőinek megölésére. Az AKEL rövidesen megváltoztatta a felkeléssel kapcsolatos álláspontját.
1959-től az AKEL ismét legálisan működhetett, noha népszerűségét jelentősen megtépázta a korábbi években folytatott politikája, és szovjet segítségre volt szüksége az újjászerveződéshez. A párt a függetlenné váló Ciprusi Köztársaság egyik legnépszerűbb pártjává vált, általában a szavazatok körülbelül harmadára számíthat. Az AKEL több képviselőházi választást megnyert és több jelölt az AKEL támogatását bírva nyerte meg a köztársaságielnök-választást. 2008-ban a párt saját jelöltjét, és elnökét Dimítrisz Hrisztófiaszt választották Ciprus elnökévé, aki egy ciklus után nem indult újra a posztért.

## Választási eredmények

### Képviselőházi választások
| Választás | Megszerzett szavazatok | Megszerzett szavazatok | Megszerzett szavazatok | Képviselők száma | Képviselők száma |
| Választás | #                      | %                      | Helyezés               | #                | ±                |
| --------- | ---------------------- | ---------------------- | ---------------------- | ---------------- | ---------------- |
| 1960      | 51 719                 | 35,0                   | 2.                     | 5 / 50           | új párt          |
| 1970      | 68 229                 | 34,1                   | 1.                     | 9 / 35           | 4                |
| 1976      | -                      | -                      | -                      | 9 / 35           | 0                |
| 1981      | 95 364                 | 32,8                   | 1.                     | 12 / 35          | 3                |
| 1985      | 87 628                 | 27,4                   | 3.                     | 15 / 56          | 3                |
| 1991      | 104 771                | 30,6                   | 2.                     | 18 / 56          | 3                |
| 1996      | 121 958                | 33,0                   | 2.                     | 19 / 56          | 1                |
| 2001      | 142 647                | 34,7                   | 1.                     | 20 / 56          | 1                |
| 2006      | 131 066                | 31,1                   | 1.                     | 18 / 56          | 2                |
| 2011      | 132 171                | 32,7                   | 2.                     | 20 / 56          | 1                |
| 2016      | 90 204                 | 25,7                   | 2.                     | 18 / 56          | 3                |

### Európai Parlamenti választások
| Választás | Megszerzett szavazatok | Megszerzett szavazatok | Megszerzett szavazatok | Képviselők száma | Képviselők száma |
| Választás | #                      | %                      | Helyezés               | #                | ±                |
| --------- | ---------------------- | ---------------------- | ---------------------- | ---------------- | ---------------- |
| 2004      | 93 212                 | 27,9                   | 2.                     | 2 / 6            | új párt          |
| 2009      | 106 922                | 34,9                   | 2.                     | 2 / 6            | 0                |
| 2014      | 69 852                 | 27                     | 2.                     | 2 / 6            | 0                |